# 제러드 영
제러드 M. 영(Jared M. Young, 1995년 7월 9일 ~ )은 캐나다의 야구 선수이자, 현 메이저 리그 뉴욕 메츠의 타자이다.

## 미국 프로야구 시절

### 시카고 컵스시절
2022년에 시카고 컵스에 입단하였다.
9월 16일 콜로라도와의 경기에서 데뷔전을 가져 4타수 1안타를 기록했다.
2023년 16경기 43타수 8안타 2홈런을 기록했다.

### 세인트루이스 카디널스시절
시즌 종료 후 세인트루이스 카디널스의 웨이버 클레임을 받아 이적했다.
2024년 3월 27일, 개막 로스터에 포함된 빅터 스캇 2세의 40인 로스터 자리를 마련하기 위해 DFA되었고 이후 마이너로 권리가 이관되었다.

## 한국 프로야구 시절

### 두산 베어스시절
2024년 7월 23일, 헨리 라모스를 방출한 두산 베어스와 1년 30만 달러에 계약했다. 등번호는 자신의 출생연도 95번을 받았고, 등록명은 영이 아닌 제러드로 결정되었다.
7월 27일 입국해 선수단에 합류하였고, 30일 KIA와의 광주 원정경기에서 5회초 이유찬의 타석에 대타로 출전하며 KBO리그 데뷔전을 치뤘다
7월 31일 광주 KIA전에서 3번타자 우익수로 선발출장해 3회초 김도현을 상대로 투런 홈런을 때려냈으며, 이준영을 상대로 투런홈런을 치면서 멀티홈런을 만들었으며,한 이닝 5타점,3타석 7타점을 뽑아내 결국 6타수 5안타(2홈런) 2볼넷 8타점 5득점으로 역대 외국인&두산 소속선수 한 경기 최다타점 타이기록을 달성하였다.
와일드카드 결정전 1,2차전 3번 좌익수로 선발 출장하였으나,2경기 도합 7타수 1안타 4삼진으로 부진하였다.